# Prosoplus sinuatofasciatus
Prosoplus sinuatofasciatus là một loài bọ cánh cứng trong họ Cerambycidae.